# 캐테 볼파르트

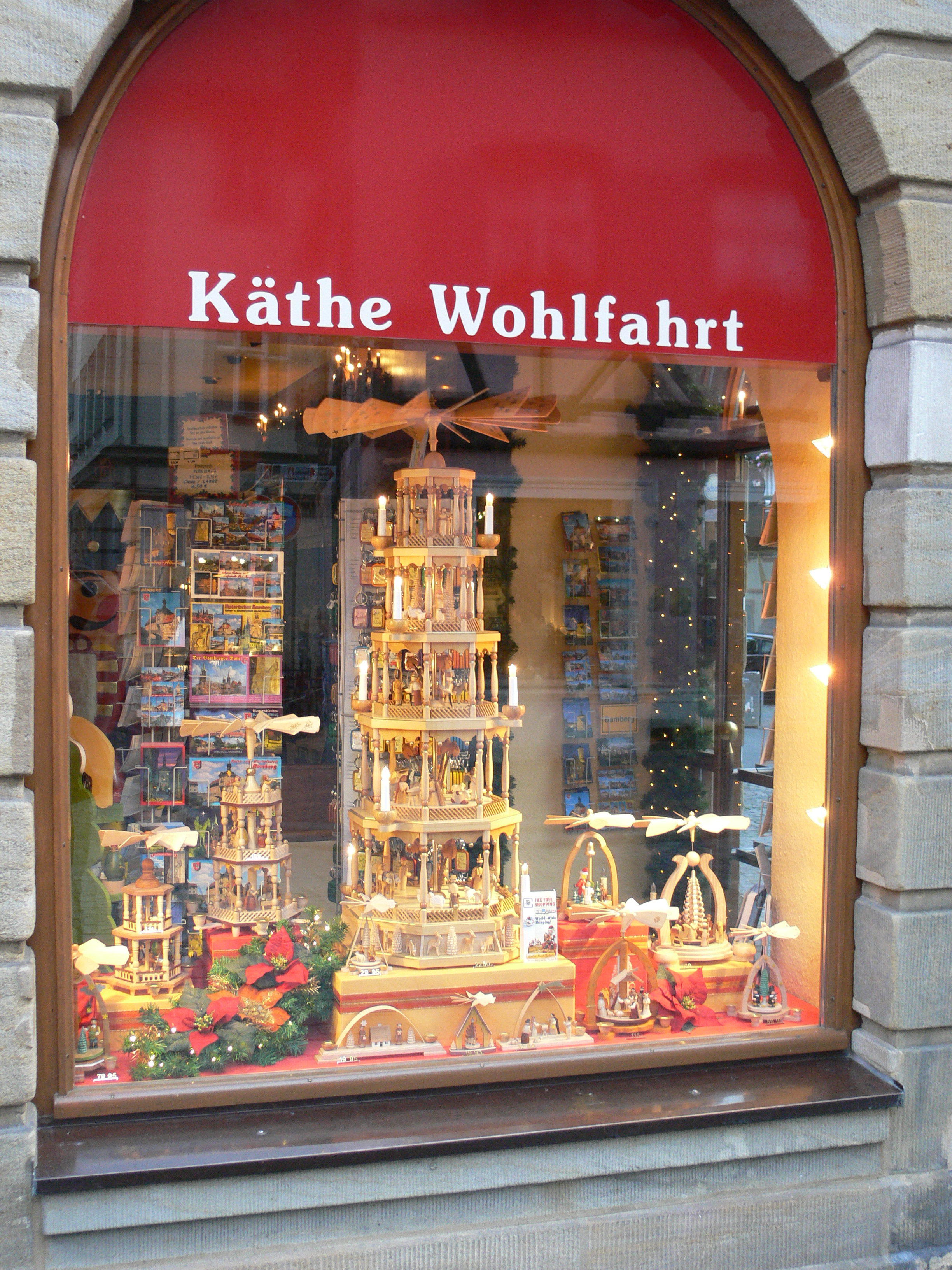
캐테 볼파르트

캐테 볼파르트(Käthe Wohlfahrt)는 1964년에 부부인 Käthe Wohlfahrt와 Wilhelm에 의해 설립된, 1년 내내 크리스마스 선물을 판매하고 있는 전문매장이다. 현재 50개 이상의 매장이 독일뿐만 아니라 이탈리아, 프랑스, 스위스, 미국에 위치하고 있다. 매장 안에는 크리스마스 트리, 촛불, 장난감 병정 등등 여러 가지 상품도 있지만, 박물관도 있어 많은 여행자들을 매혹한다.